# Above All (álbum)
Above All es el primer álbum del grupo sueco de heavy metal Mustasch. Publicado en 2002, alcanzó el número 22 en las listas de éxitos suecas.

## Lista de canciones
1. "Down In Black" – 2:45
2. "I Hunt Alone" – 3:17
3. "Into The Arena" – 5:13
4. "Muddy Waters" – 3:29
5. "Ocean Song – Orust" – 5:47
6. "Sympathy For Destruction" – 3:14
7. "Teenage Pacifier" – 4:08
8. "Insanity Walls" – 4:36
9. "White Magic" – 4:22
10. "The Dagger" – 5:14